# Liga dos Campeões da CAF de 1966

## Equipes classificadas
| Associação      | Equipe            |
| --------------- | ----------------- |
| Burquina Fasso  | Étoile Filante    |
| Camarões        | Oryx              |
| Costa do Marfim | Stade d'Abidjan   |
| Congo           | Diables Noirs     |
| Etiópia         | Ethio-Cement      |
| Gana            | Asante Kotoko     |
| Guiné           | Kaloum Star       |
| RD Congo        | Dragons           |
| Libéria         | Invincible Eleven |
| Mali            | Real Bamako       |
| Senegal         | Gorée             |
| Sudão           | Al-Hilal          |
| Togo            | Étoile Filante    |

## Primeira  Rodada
| Equipe 1          | Total | Equipe 2        | 1.º jogo | 2.º jogo |
| ----------------- | ----- | --------------- | -------- | -------- |
| Kaloum Star       | w/o1  | US Gorée        | —        | —        |
| Diables Noirs     | 3–2   | Dragons         | 1–2      | 2–0      |
| Ethio-Cement      | 1–10  | Al-Hilal        | 1–4      | 0–6      |
| Étoile Filante    | 0–6   | Asante Kotoko   | 0–3      | 0–3      |
| Étoile Filante    | 3–4   | Stade d'Abidjan | 2–0      | 1–4      |
| Invincible Eleven | 2–9   | Real Bamako     | 2–3      | 0–6      |
| Oryx              | ☆     |                 |          |          |

1 US Gorée desistiu.

## Quartas-Finais
| Equipe 1      | Total | Equipe 2        | 1.º jogo | 2.º jogo |
| ------------- | ----- | --------------- | -------- | -------- |
| Al-Hilal      | 10–2  | Diables Noirs   | 6–1      | 4–1      |
| Asante Kotoko | 2–3   | Stade d'Abidjan | 0–1      | 2–2      |
| Real Bamako   | 5–3   | Kaloum Star     | 2–1      | 3–2      |
| Oryx          | ☆     |                 |          |          |

## Semi-Final
| Equipe 1 | Total | Equipe 2        | 1.º jogo | 2.º jogo |
| -------- | ----- | --------------- | -------- | -------- |
| Al-Hilal | 3–4   | Stade d'Abidjan | 1–0      | 2–4      |
| Oryx     | 4–7   | Real Bamako     | 2–4      | 2–3      |

## Final
| Equipe 1        | Total | Equipe 2    | 1.º jogo | 2.º jogo |
| --------------- | ----- | ----------- | -------- | -------- |
| Stade d'Abidjan | 5-4   | Real Bamako | 1-3      | 4-1(p)   |

## Campeão
| Liga dos Campeões da CAF 1966 campeão |
| ------------------------------------- |
| Costa do Marfim                       |
| Stade d'Abidjan Primeiro Titúlo       |